# Chiesa dell'Albania caucasica

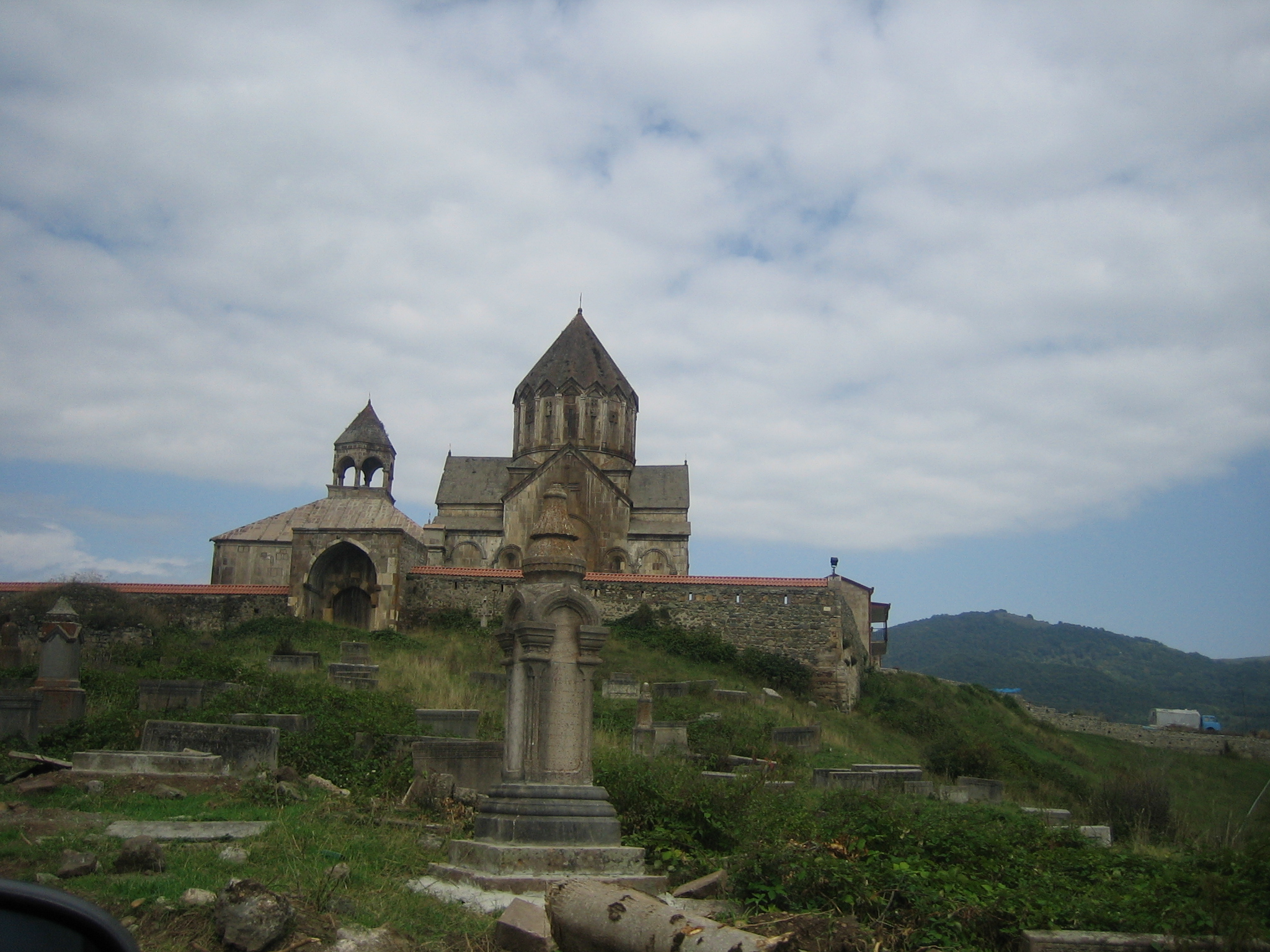
Monastero di Gandzasar, sede del catholicosato d'Albània dal XIV secolo al 1836

La Chiesa dell'Albània caucasica o Chiesa apostolica albana o albanica fu un'antica chiesa orientale autocefala che esistette indipendente dal IV secolo fino a confluire nella Chiesa apostolica armena indicativamente all'epoca della prima penetrazione musulmana nel Caucaso meridionale (inizi VIII secolo)
Venne quindi a costituire dopo di allora un catholicosato autonomo della chiesa armena.
Il suo primate, che aveva il titolo di catholicos di Albània, riconosceva infatti il primato d'onore del catholicos di tutti gli armeni.
Il suo territorio era originariamente incentrato nell'Albània caucasica, una regione storica situata per lo più nell'attuale Azerbaigian.
È stata una delle prime chiese cristiane nazionali.
Col passare dei secoli il riferimento del Catholicosato all'antico Stato dell'Albània divenne puramente onorifico.
Nel XIV secolo la sede del Catholicosato d'Albània venne spostata presso il monastero di Gandzasar nell'attuale repubblica del Nagorno Karabakh e continuò la sua esistenza fino 1836, quando fu abolito dalle autorità russe che lo ridussero al rango di metropolia della chiesa apostolica armena.